# Sphyrocosta madecassa
Sphyrocosta madecassa là một loài bướm đêm trong họ Geometridae.